# Vogelsang (Unternehmen)
Die Vogelsang GmbH & Co. KG ist ein Maschinenbauunternehmen mit Hauptsitz in  Essen (Oldenburg) (Niedersachsen). Das 1929 zur Herstellung von Holzfässern gegründete Unternehmen wandelte sich zum Hersteller für Maschinen, Anlagen und Systemen. 2024 beschäftigt das mittelständische Familienunternehmen über 1.300 Mitarbeiter weltweit.

## Geschichte
Hugo Vogelsang gründete das Familienunternehmen 1929 als Sägewerk in Löningen-Bunnen. Bis 1954 produzierte Vogelsang 20.000 Holzfässer und wurde damit zu einem wichtigen Hersteller für landwirtschaftlich genutzte Fasswagen im norddeutschen Raum. Nach der Übergabe der Firmenleitung im Jahr 1960 an den Sohn Helmut Vogelsang wurde der Stammsitz 1965 nach Essen (Oldenburg) verlegt. 1970 erfand Helmut Vogelsang die Drehkolbenpumpe mit elastomerbeschichteten (Dreh-)Kolben und ließ sie noch im gleichen Jahr patentieren.
In den 1980er-Jahren entwickelte das Unternehmen unter der Leitung von Maria Vogelsang-Verhülsdonk, die die Geschäftsführung 1985 übernahm, erstmals ein System, das Gülle gleichmäßig verteilt und bodennah ausbringt. Es handelte sich um ein Schleppschlauchsystem mit einem hydraulisch angetriebenen Exaktverteiler. Mit den Enkeln Hugo und Harald Vogelsang trat in den 1990er-Jahren die nächste Generation in die Firma ein, die bis heute die Geschäftsführung innehält. 1996 erfand Hugo Vogelsang den gedrehten HiFlo-Kolben, der bis heute Bestandteil der Vogelsang-Drehkolbenpumpen ist. Im selben Jahr erweiterte das Unternehmen das Einsatzgebiet der pulsationsfreien Drehkolbenpumpe um Vakuum-Pumpsysteme zur Entsorgung von Schwarzwasser und eröffnete sich damit den Zugang zum Markt der Bahnversorgung.
Seit den 1990er-Jahren stellt Vogelsang  Produkte in den Bereichen Abwasser, Agrartechnik, Biogas, Industrie und Verkehrstechnik her. Heute gilt Vogelsang als Innovationsführer für präzise Gülleausbringtechnik und für Vakuum-Entsorgungssysteme bei Schienenfahrzeugen, Schiffen und Reisebussen. Im Biogasbereich stellt Vogelsang Techniken für die unterschiedlichen Prozessschritte innerhalb von Biogasanlagen bereit sowie für die Optimierung und Nachrüstung bestehender Anlagen. Für den Industriesektor bietet das Unternehmen individuelle Pumplösungen sowie die Kombination aus Zerkleinerungs- und Pumptechnik an. In der Abwasserbranche konnte sich Vogelsang zuletzt bei der Problematik durch Feuchttücher im Abwassersystem behaupten. Die Zerkleinerungstechnik von Vogelsang kommt in Kläranlagen und Kanalisationen zum Einsatz und verhindert das Verstopfen von Pumpen und Leitungen durch Fremdkörper im Abwasser.
Die Hugo Vogelsang Maschinenbau GmbH hat zum 1. Juli 2017 die Vogelsang GmbH & Co. KG ausgegründet. Mit diesem Schritt gliederte der Maschinenhersteller alle operativen Geschäftsbereiche in die neu geschaffene Gesellschaft aus. Im Jahr 2019 feierte Vogelsang sein 90-jähriges Bestehen und hat mit einem neuen Schleppschuhsystem und Exaktverteiler weitere Produktneuheiten auf den Markt gebracht, Im selben Jahr nahm David Guidez als dritter Geschäftsführer seine Arbeit für die Vogelsang GmbH & Co. KG auf. Seit 2023 gehört Michael Brinkmann zur Vogelsang-Geschäftsleitung.
Die erste internationale Niederlassung gründete Vogelsang 1988 in Dänemark. Nach der Wende folgte 1992 der Aufbau des Zweigwerks in Rothenschirmbach bei Halle/Saale. In den 2000er-Jahren trieb Vogelsang die internationale Expansion voran und gründete zwischen 2003 und 2012 insgesamt 16 Niederlassungen weltweit. Im Jahr 2022 gehören zur Unternehmensgruppe über 25 Tochtergesellschaften und Vertriebsbüros sowie mehrere internationale Fertigungsstandorte.

## Produktgruppen

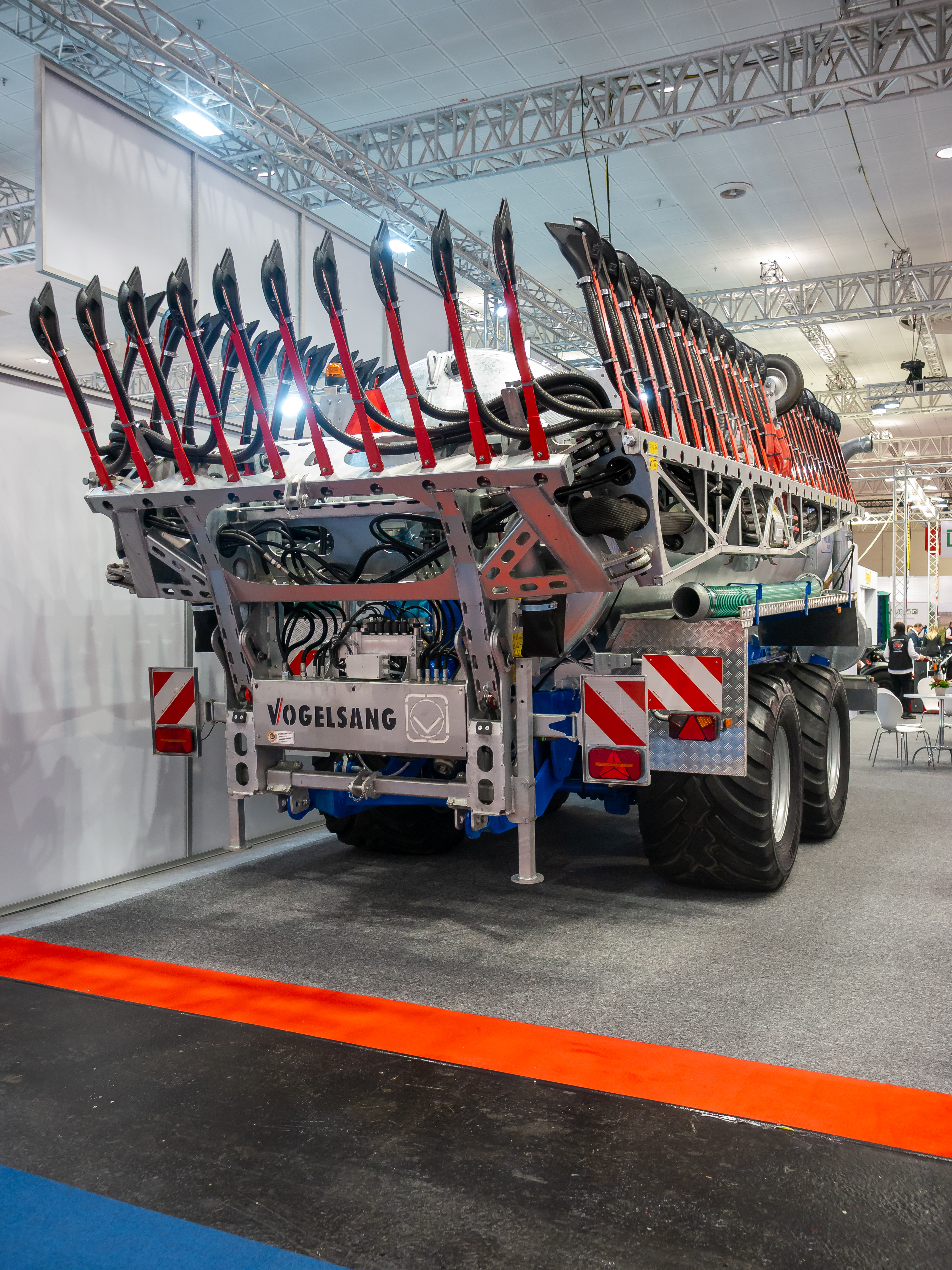
Güllewagen von Vogelsang

Hauptgeschäftsfelder der Vogelsang GmbH & Co. KG sind heute Pumpen- und Zerkleinerungstechnologie für den Agrartechnik-, Biogas-, Industrie- und Abwassersektor sowie Gülleausbringtechnik und Vakuum-Entsorgungstechnik für das Verkehrstechniksegment.
1970 entwickelte Vogelsang die Drehkolbenpumpe mit elastomerbeschichteten (Dreh-)Kolben. Sie  wird in  der Agrar-, Biogas-, Abwasser- und Entsorgungstechnik eingesetzt. Industriell werden die Pumpen in der chemischen Industrie sowie der Öl-, Schifffahrts- und Lebensmittelindustrie verwendet. Noch im Jahr 1970 reichte Helmut Vogelsang ein Patent für die Drehkolbenpumpe ein, welches 1980 vom Patentamt anerkannt wurde. 1996 erfand Hugo Vogelsang mit dem 3-flügeligen HiFlo-Kolben die pulsationsfreie Drehkolbenpumpe.
Vogelsang entwickelt und stellt Zerkleinerungstechnik für verschiedene Anwendungen und Branchen her. Für die mechanische Desintegration von Substraten im Biogasbereich erhielt Vogelsang den Innovation Award EnergyDecentral 2016 in Silber.
1980 erfand Vogelsang die bodennahe Ausbringung mittels Schleppschlauch sowie den Gülle-Exaktverteiler. Damit ist das Unternehmen bis heute internationaler Marktführer.